# Shantung (tissu)

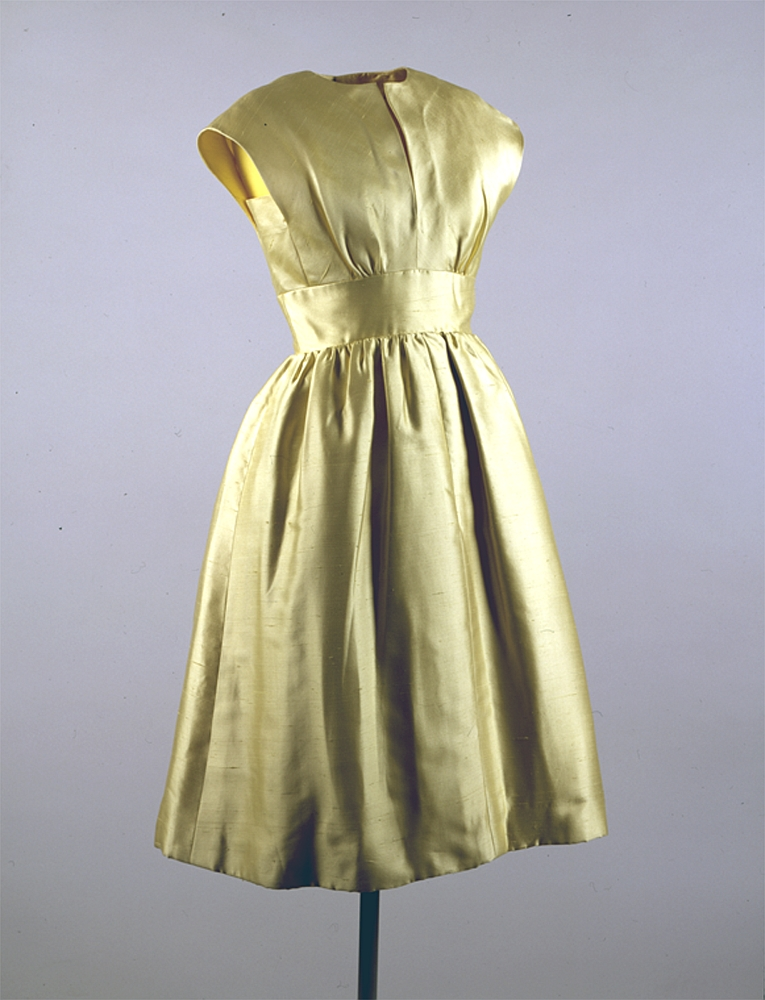
Robe en shantung portée par Jackie Kennedy lors d'un voyage en Inde en 1962.

Le shantung est un tissu de soie sauvage en armure toile, fabriqué originellement dans la province chinoise du Shantung (Shandong), qui se caractérise par sa texture cannelée. 
Par analogie, il donne ce nom à d'autres textiles présentant cette apparence cannelée.
Ce tissu a été notablement utilisé dans le tailleur Bar de Christian Dior en 1947 : « Tailleur d'après-midi, jupe corolle, lainage noir, jaquette shantung naturel ».